# Catherine Kirui
Catherine Kirui (* 1. März 1976) ist eine kenianische Langstreckenläuferin.
1991 wurde sie beim Juniorinnenrennen den Crosslauf-Weltmeisterschaften in Antwerpen Sechste und gewann Gold mit der Mannschaft.
Im Erwachsenenbereich wurde sie 1995 bei den Crosslauf-Weltmeisterschaften in Durham Elfte und holte mit dem kenianischen Team Gold.
2004 siegte sie beim Prag-Halbmarathon sowie bei den 15 km von Le Puy-en-Velay und gewann bei den Leichtathletik-Afrikameisterschaften in Brazzaville Bronze über 10.000 m. Bei den Crosslauf-WM 2005 in Saint-Galmier wurde sie auf der Langstrecke Sechste und gewann Silber mit der Mannschaft. 2008 wurde sie Zweite beim Turin-Marathon.
Catherine Kirui ist die Halbschwester des ehemaligen 5000-m-Weltmeisters Ismael Kirui.

## Persönliche Bestzeiten
- 3000 m: 15:42,64 min, 22. Juli 1995, Hechtel
- 10.000 m: 32:16,5 min, 25. Juni 2004, Nairobi
- 10-km-Straßenlauf: 32:02 min, 26. Dezember 2004, Porto
- Halbmarathon: 1:10:38 h, 27. März 2004, Prag
- Marathon: 2:35:12 h, 13. April 2008, Turin